# Електрически автомобил
Електрическата кола (наричана още електромобил) е автомобил, използващ двигател задвижван изцяло с електричество. За разлика от хибридите, електрическите коли не притежават двигатели с вътрешно горене.
Най-широко разпространение електрическите коли имат в САЩ, следвани от Япония и Западна Европа. На автомобилния пазар в Китай все още не са много популярни.

## История
Електромобилите се появяват преди двигателите с вътрешно горене. Първите прототипи на електрически коли са били създадени още през 1835 г. Електрическите автомобили са популярни в края на 19 век и началото на 20 век, докато напредъкът в технологиите на двигателите с вътрешно горене и масовото производство на евтини бензинови автомобили довеждат до спад в използването на електрически транспортни средства. Енергийните кризи от 1970 и 1980 г. провокират краткотраен интерес към електрическите автомобили, макар че тези коли не достигат етап на масово производство, както е в случая през 21 век. От 2008 г. насам се наблюдава ренесанс на електрическите коли, благодарение на напредъка в технологиите за производство на акумулатори и контролери, притесненията относно повишаването на цените на петрола, както и необходимостта да се намалят емисиите на парникови газове. Бъдещето на електрическите коли зависи до голяма степен от цената на акумулаторите. За да се разреши този проблем, много автомобилни производители са създали съвместни предприятия с производители на батерии. Например, Volkswagen AG има джойнт венчър с Sanyo Electric, Nissan Motor с NEC Corporation и т.н.

## Модели
| Електрически коли, одобрени за движение по пътищата | Електрически коли, одобрени за движение по пътищата | Електрически коли, одобрени за движение по пътищата | Електрически коли, одобрени за движение по пътищата | Електрически коли, одобрени за движение по пътищата | Електрически коли, одобрени за движение по пътищата                                                                                     | Електрически коли, одобрени за движение по пътищата           | Електрически коли, одобрени за движение по пътищата |
| Снимка                                              | Модел                                               | Максимална скорост                                  | Ускорение                                           | Брой пътници Възрастни + деца                       | Време на презареждане | Дължина на пробега с едно зареждане                           | Дата на пуск на пазара                              |
| --------------------------------------------------- | --------------------------------------------------- | --------------------------------------------------- | --------------------------------------------------- | --------------------------------------------------- | --- | ------------------------------------------------------------- | --------------------------------------------------- |
|                                                     | Audi e-tron                                         | ?                                                   |                                                     | 2 + 3                                               | 6 – 8 h (от обикновен контакт) | 240 km                                                        | прототип                                            |
|                                                     | BMW i3 120 Ah                                       | ограничена до 150 km/h                              | от 0 до 100 km/h 7,3 s                              | 2 + 2, хечбек                                       | 12 h (от 2 kW контакт) 3 h (wallbox 11 kW) 40 m (DC 50kW)                                                                               | 260 km                                                        | ноември 2013 г.                                     |
|                                                     | Kewet Buddy (D)                                     | 80 km/h                                             |                                                     |                                                     | | 40 – 80 km                                                    | януари 2010                                         |
|                                                     | Kia Ray                                             | 130 km/h                                            | от 0 до 100 km/h под 16 s                           | миниван                                             | 6 h от домашна инсталация (220 V) и около 25 минути при станция за бърз заряд                                                           | 139 km                                                        | През 2012 г.                                        |
|                                                     | Smart ED                                            | 120 km/h                                            | 0 – 50 km за 6,5 s                                  | 2 възрастни                                         | 4 h (80% на L2 зарядно) | 110 km                                                        | На пазара                                           |
|                                                     | Chevrolet Spark EV                                  |                                                     |                                                     |                                                     | | 132 km                                                        | На пазара в САЩ от юни 2013 г.                      |
|                                                     | REVA i(Ind.)                                        | 80 km/h                                             |                                                     | 2 + 2                                               | 8 h (80% за 2 h) | 80 km                                                         | от 2001 г.                                          |
|                                                     | REVA L-ion(Ind.)                                    | 80 km/h                                             |                                                     | 2 + 2                                               | 6 h със зарядното устройство в колата 1 h с външно зарядно устройство                                                                   | 120 km                                                        | януари 2009                                         |
|                                                     | Tesla Roadster                                      | 217 km/h (limited)                                  | 0 – 97 km/h за 3,9 s                                | 2                                                   | 3 h | 320 km                                                        | Произвеждана 2008 – 2012 г.                         |
|                                                     | Tesla Model S Model with 60 kWh battery pack        |                                                     |                                                     |                                                     | Със суперзарядната мрежа – за около 20 минути до 80%                                                                                    | 335 km                                                        | На пазара от 2013 г.                                |
|                                                     | Tesla Model S Model with 85 kWh battery pack        |                                                     |                                                     |                                                     | Със суперзарядната мрежа – за около 20 минути до 80%                                                                                    | 426 km                                                        | На пазара от 2012 г.                                |
|                                                     | Th!nk City (N)                                      | 100 km/h                                            |                                                     | 2 (+ 2 optional)                                    | | 170 km                                                        | от 2008 до 2012 г.                                  |
|                                                     | Venturi Fetish                                      | 170 km/h                                            |                                                     |                                                     | | 300 km                                                        | ограничена серия от 25 екз.                         |
|                                                     | VW e-Golf                                           | 138 km/h                                            | от 0 до 100 km/h за 11,8 s                          | 5                                                   | бордово бързо зарядно | от 130 до 190 km                                              | от 14 февруари 2014 г.                              |
|                                                     | VW E-up!                                            | 135 km/h                                            | от 0 до 100 km/h за 11,3 s                          | 3                                                   | | до 160 km                                                     | от 2013 г. -                                        |
|                                                     | Renault Zoe                                         | 140 km/h                                            | от 0 до 100 km/h за 11 s                            | 5                                                   | С бордово бързо зарядно на 43 kW – за 30 минути                                                                                         | 210 km по New European Driving Cycle, или средно около 160 km | от 2012 г. -                                        |
|                                                     | Nissan LEAF                                         |                                                     |                                                     |                                                     | | 160 km                                                        | от април 2010 г.                                    |
|                                                     | TAZZARI ZERO                                        | 100 km/h                                            |                                                     | 2                                                   | 220 V 3-степенна Multifast зарядно (5 часа 100%) Зарядно Mini Superfast Portable 380 V (2 часа 80%) 380 V Superfast зарядно (1 час 80%) | до 150 km                                                     | От 2011 г. в серийно производство.                  |
|                                                     | Mitsubishi i MiEV                                   | 130 km/h                                            |                                                     |                                                     | | 120 km                                                        | от юли 2009 г.                                      |

### Продажби
| Най-продавани електрически автомобили в периода от 2008 г. до юни 2014 г.(1) | Най-продавани електрически автомобили в периода от 2008 г. до юни 2014 г.(1) | Най-продавани електрически автомобили в периода от 2008 г. до юни 2014 г.(1) | Най-продавани електрически автомобили в периода от 2008 г. до юни 2014 г.(1) |
| Модел | Пуснат на пазара                                                             | Общо продадени                                                               | Продажби до                                                                  |
| --- | ---------------------------------------------------------------------------- | ---------------------------------------------------------------------------- | ---------------------------------------------------------------------------- |
| Nissan Leaf | декември 2010                                                                | ~ 120 000                                                                    | юни 2014                                                                     |
| Tesla Model S | юни 2012                                                                     | 39 163                                                                       | юни 2014                                                                     |
| Мицубиши i-MiEV | юли 2009                                                                     | 32 000                                                                       | юли 2014                                                                     |
| Renault Kangoo Z.E. | октомври 2011                                                                | 14 542                                                                       | юни 2014                                                                     |
| Renault Zoe | декември 2012                                                                | 12 631                                                                       | юни 2014                                                                     |
| Chery QQ3 EV | март 2010                                                                    | ~ 11 528                                                                     | март 2014                                                                    |
| Smart electric drive(3) | 2009                                                                         | ~ 8800                                                                       | юни 2014                                                                     |
| BMW i3 | ноември 2013                                                                 | 6873                                                                         | юни 2014                                                                     |
| JAC J3 EV | 2010                                                                         | 6731                                                                         | март 2014                                                                    |
| Mitsubishi Minicab MiEV(2) | декември 2011                                                                | 5662                                                                         | юни 2014                                                                     |
| Kandi EV | 2013                                                                         | 5329                                                                         | юни 2014                                                                     |
| BYD e6(4) | май 2010                                                                     | 5059                                                                         | юни 2014                                                                     |
| Volkswagen e-Up! | октомври 2013                                                                | 4952                                                                         | юни 2014                                                                     |
| Renault Fluence Z.E. | 2011                                                                         | 3894                                                                         | юни 2014                                                                     |
| Ford Focus Electric(5) | декември 2011                                                                | 3327                                                                         | юни 2014                                                                     |
| Bolloré Bluecar | декември 2011                                                                | 3131                                                                         | юни 2014                                                                     |
| Tesla Roadster | март 2008                                                                    | ~ 2500                                                                       | декември 2012                                                                |
| Забележки: (1) Не са включени REVAi/G-Wiz i и REVA L-ion, с около 4600 продадени бройки между 2001 и 2013, тъй като те се считат за „тежки четириколки“ или NEV в някои страни, а в други – за редовни електромобили. (2) Включва общите продажби на Minicab, версиите ван и камион. (3) Продажбите на Smart ED включват над 2300 броя от второ поколение, регистрирано през 2012, и над 6500 броя от трето поколение, продадени до юни 2014. (4) Продажби само в континентален Китай. (5) Продажби само в САЩ. |                                                                              |                                                                              |                                                                              |

## Предимства и недостатъци
Електрическите коли, в сравнение с колите с двигатели с вътрешно горене, притежават следните предимства:
- по-голям КПД
- по-голямо ускорение
- безшумност
- ниска цена на километър
- значително опростено обслужване на колите – по-малко на брой и по-неизносващи се части
- не замърсяват природата
- Съхраняват енергията по време на спирачния път.

Съгласно изследване на Американското управление по енергийна ефективност и възобновяеми източници на енергия (EERE), електромобилите изразходват за задвижване на колелата 60 до 65% (с рекуперация – до 82%) от енергията, съхранена в акумулаторите им, докато колите с ДВГ успяват да оползотворят едва 16 – 25% от енергията на горивото.
Днешното ниво на технологиите предопределя и следните недостатъци:
- по-висока цена за коли със същите технически показатели
- нисък капацитет на батериите, водещ до по-къс пробег с едно зареждане
- бавно презареждане
- неразвита инфраструктура за зареждане
- установени проблеми с литиево-йонните батерии в различни продуктови категории (мобилни телефони, компютри).

## Екологични аспекти
Въпреки че електрическите коли се считат за най-добрата алтернатива на автомобилите с двигатели с вътрешно горене, широкото им разпространение би довело до увеличена консумация на електрическа енергия, което в случаите когато тя се произвежда в електрически централи, използващи изкопаеми горива, не би довело до съществено намаляване на емисиите на въглероден диоксид, предизвикващ парниковия ефект. Това е основната причина новите суперзарядни станции да се строят с навеси, покрити със соларни панели. Те осигуряват електроенергия, добита от Слънцето, и сянка на зареждания електромобил. В следващите няколко години Tesla Motors планира да покрие повече станции в слънчеви райони със соларни навеси, като част от грижата на компанията за околната среда. Първата слънчева зарядна станция за електромобили в България е монтирана през 2012 г. Зарядната екостанция има максимална дневна производителност от 23 kWh и за една година може да захрани 1440 електромобила и 3800 електрически скутера. При пробег от едно зареждане от 50 km се получава средно годишно намаляване на изхвърляния в атмосферата въглероден диоксид от 10,5 тона.
Големите автопроизводители BMW, Mercedes, Ford, Volkswagen и Porsche работят съвместно, за да създадат европейска мрежа за зареждане на електромобили.
Съвместната инициатива планира изграждането на общо 400 станции в Европа до края на 2020 г. с максимален капацитет до 350 kW. Работата е започнала с първите 20 станции, пуснати през 2017 г., а се планира да се завършат общо 100 станции през 2018 г.

## Зареждане
При новите електрически автомобили се търсят начини за драстично намаляване на времето за зареждане, както и за уеднаквяване на стандарта в конекторите. Навлизат и суперкондензаторите.
Нормалният жизнен цикъл на една батерия за електромобил е осем – десет години.

### Европейски стандарт за зареждане
В съобщение за медиите от Брюксел (24 януари 2013 г.) на Европейската комисия бе представена стратегията за единен стандарт за цяла Европа:
| “ | Положението по отношение на станциите за зареждане с електроенергия се различава значително в различните части на ЕС. Водещите страни са Германия, Франция, Нидерландия, Испания и Обединеното кралство. Съгласно предложението ще се изисква във всяка държава членка да има определен минимален брой станции за зареждане, използващи еднакъв стандарт (вж. приложената таблица). Целта е да се създаде критична маса от станции за зареждане, така че дружествата да започнат масово производство на автомобили от този тип на приемливи цени. Важен елемент от навлизането на пазара на този вид гориво е въвеждането на общ за целия ЕС модел на конектор за зареждане. С цел премахване на съществуващата несигурност на пазара Комисията обяви днес, че конекторът от „тип 2“ ще се използва като общ стандарт за цяла Европа. | ” |

Конекторът е разработен от германската фирма Mennekes. Има 7 пина (До 400 V AC, 63 A, 3 фази, 43 kW) и изводи: L1 (напрежение 1), L2 (напрежение 2), L3 (напрежение 3), N (нула), PE (земя), CP (Control Pilot, служи за комуникация между зарядната станция и превозното средство), PP (Proximity Pilot, за автоматично отчитане на максималния заряден ток).

### Американски стандарт за зареждане
Стандартът на американското (в САЩ в частност) Дружество на автомобилните инженери (SAE) „International J1772 Combo“ е подкрепян от GM, Ford Motor Company, Volkswagen и BMW. Това е система за бързо зареждане, предназначена за зареждане батерията на електрически превозни средства до 80% за около 20 минути.

### Японски стандарт за зареждане
Японският стандарт CHAdeMO е предпочитан от Nissan, Mitsubishi и Toyota. CHAdeMO е търговското наименование на един бърз метод за зареждане на батерията на електрически превозни средства, който доставя до 62,5 kW постоянен ток с високо напрежение чрез специален електрически конектор. На 31 декември 2014 г. CENELEC (Европейската организация за електротехническа стандартизация) официално призна DC стандарта за бързо зареждане CHAdeMO за Европа и той става вторият одобрен стандарт след CCS (Combo2). Това се налага поради големия брой японски електромобили с CHAdeMO контакти, като „Нисан Лийф“ и „Мицубиши i-MiEV“, както и на зарядните станции с този стандарт (двойно повече от CCS в Европа). Така ще се поощри текущата пазарна тенденция за оборудване на бързите зарядни устройства и с двата вида CHAdeMO и Combo2 конектори.